# لين ميتكالف
لين ميتكالف هو سياسي أمريكي، ولد في 21 أبريل 1822 في ماديسونفيل في الولايات المتحدة، وتوفي في 31 يناير 1906 في كيركوود في الولايات المتحدة. نشط حزبياً في الحزب الجمهوري. وقد انتخب عضو مجلس النواب الأمريكي ‏.